# سفارة المملكة المتحدة في ألمانيا
سفارة المملكة المتحدة في ألمانيا هي أرفع تمثيل دبلوماسي لدولة المملكة المتحدة لدى ألمانيا. تقع السفارة في ميته وهي تهدف لتعزيز المصالح البريطانية في ألمانيا.

## وصلات خارجية
- الموقع الرسمي
- قائمة سفارات المملكة المتحدة
- قائمة السفارات في ألمانيا